# Stefan Mascha
Stefan Mascha (* 18. Januar 1932 in Wien) ist ein ehemaliger österreichischer Radrennfahrer.

## Sportliche Laufbahn
Mascha war einer der prägenden Fahrer in den 1950er Jahren in Österreich. Er galt als starker Fahrer für Etappenrennen. Zweimal gewann er die heimische Österreich-Rundfahrt: 1959 vor Constant Goossens aus Belgien und 1961 vor Martin Van Den Bossche, ebenfalls aus Belgien. 1957 und 1958 wurde er Dritter.  Bei der Österreich-Rundfahrt 1956 wurde er Großglocknerkönig, d. h., er überquerte den Großglockner auf der Etappe als Erster.
Bei der Jugoslawien-Rundfahrt 1956 wurde er Zweiter, 1957 Dritter. Er gewann die Burgenland-Rundfahrt 1960 und stand bei dem Etappenrennen Wien–Rabenstein–Gresten–Wien (Uniqua-Classic) mehrfach auf dem Podium. 1954 und 1955 wurde er jeweils Zweiter. 1950 war Mascha aus Wien mit weiteren Spitzenfahrern zum neu gegründeten Verein Puch Graz gewechselt. Dort fand er ein optimal auf den Radsport eingestimmtes Umfeld vor: eigene Mechaniker, eigene Masseure, ein Werksarzt, der u. a. den passenden Menüplan für Training und Wettkampf erarbeitete. Im Gegenzug wurden die Preise, die man in den Rennen gewann versteigert, der Erlös nach Leistung aufgeteilt, auch an Helfer und Betreuer. So etwa auch das Moped, das Mascha bei der Österreich-Rundfahrt 1959 als Siegespreis erhielt. Für die Österreich-Rundfahrt 1961 musste er extra Urlaub nehmen (die Radsportmannschaft wurde nicht mehr wie zuvor stark gefördert), weil ihn Puch nicht freigestellt hat. Nach dem Gewinn der Rundfahrt beendete er sofort seine Karriere.

## Berufliches
Mascha machte eine Ausbildung zum Tischler. Er war nach seiner Laufbahn bei dem Landesenergieunternehmen Steweag tätig. Später machte er sein Hobby, die Fischzucht, zu seinem Beruf.